# آبشار کاکینگ آسپن
آبشار کاکینگ آسپن (به انگلیسی: Quaking Aspen Falls) آبشاری است که در پارک ملی یوسیمیتی، ایالات متحده آمریکا واقع شده و ارتفاع کلی ریزشگاه آن 25 feet است.